# 北山俊哉
北山 俊哉（きたやま としや、1958年 - ）は、日本の行政学者。学位は、博士（法学）。専門は行政学、地方自治論。村松岐夫に師事した。

## 略歴
1982年京都大学法学部卒業。1989年マサチューセッツ工科大学大学院修士課程修了。現在、関西学院大学法学部教授。

## 単著
- 『福祉国家の制度発展と地方政府――国民健康保険の政治学』（2014年,有斐閣）

## 共著・共編
- 『はじめて出会う政治学――わかる楽しさ学ぶ喜び』（1997年,有斐閣）
- 『はじめて出会う政治学　新版――フリーライダーを超えて』（2003年,有斐閣）
- 『はじめて出会う政治学　第三版――構造改革の向こうに』（2009年,有斐閣）
- 『政界再編時の政策過程』（2008年,慈学社）
- 『公共政策学の基礎』（2010年,有斐閣）
- 『公共政策学の基礎 新版』（2015年,有斐閣）
- 『公共政策学の基礎 第３版』（2020年,有斐閣）